# Estela (nombre propio)
Estela es un nombre propio femenino de origen latino que significa “estrella de la mañana”, proveniente del himno gregoriano Ave Maris Stella.

## Origen y significado del nombre
El nombre Estela es de origen latino, es un nombre afectivo de origen medieval derivado del italiano Stella y en parte refleja la devoción por "Maria Santissima della Stella". El significado del nombre Estela es "Estrella de la mañana"

## Variantes en otros idiomas
| Idioma    | Nombre                |
| --------- | --------------------- |
| Alemán    | Stella                |
| Catalán   | Estel·la              |
| Checo     | Stela                 |
| Eslovaco  | Stela                 |
| Esloveno  | Zvezda                |
| Español   | Estela                |
| Francés   | Estelle               |
| Húngaro   | Stella                |
| Inglés    | Stela, Stele, Estella |
| Islandés  | Stjarna               |
| Italiano  | Stella                |
| Noruego   | Noor                  |
| Polaco    | Stella                |
| Portugués | Estela                |
| Rumano    | Steluta               |
| Ruso      | Стелла                |
| Serbio    | Звезда                |
| Sueco     | Stella                |

## Onomástico
- En el Santoral Católico, la festividad onomática se celebra el 11 de mayo en memoria de Santa Estela, mártir francesa del siglo III.

## Personajes con este nombre

### Santos y Beatos
- Santa Estela, mártir.

### Personas famosas
- Blanca Estela Pavón
- Estela Barnes de Carlotto
- Estela Canto
- Estela Durán
- Estela Giménez
- Estela Magnone
- Estela Núñez
- Estela Raval
- Estela Reynolds
- Estela Fenollosa
- María Estela León
- María Estela Martínez de Perón
- María Estela Salas Marín
- Estela Pitarch

#### Variantes en otros idiomas
- Stella (Club Winx)
- Stella Adler
- Stella Díaz Varín
- Stella Gibbons
- Stella Maris
- Stella Márquez
- Stella McCartney
- Stella Nova (músico)
- Stella Obasanjo
- Stella Sierra
- Stella Stevens
- Estelle
- Estelle Getty
- Estelle Harris
- Estelle Parsons
- Estelle Talavera Baudet
- Estella Warren

## Estela puede referirse a
- Estela, nombre propio de mujer.
- Estela, rastro que deja tras de sí un objeto en movimiento.
- Estela, monumento en forma de lápida, pedestal o cipo (ejemplo: Estela cántabra, Estela de Merenptah, Estela maya...).
- Estela, freguesia (parroquia) de la ciudad portuguesa de Póvoa de Varzim.
- Estela, localidad argentina del partido de Puan, provincia de Buenos Aires.
- Estela, en Botánica, el nombre dado al patrón que presentan los haces de xilema y floema en el corte transversal del tallo, raíz o pecíolo de las plantas.
- Estela, es uno de los nombres con los que se conoce al pie de león (Alchemilla vulgaris).
- Estela (Sillage). Estela, es el rastro o huella de una fragancia, que se refiere a la capacidad de dejarse sentir. «Sillage», es una palabra de origen francés que proviene de la palabra «estela» y que igualmente se refiere a la capacidad del perfume de dejarse sentir, es decir, al olor que deja una persona tras su paso.